# Partit Carlista d'Euskal Herria
Partit Carlista d'Euskal Herria-Euskal Herriko Karlista Alderdia (EKA) én un partit polític fundat l'any 1974 i federat amb el Partit Carlí (1970) d'Espanya. La seva publicació oficial és Montejurra, igual que l'històric acte carlista que celebrava antigament la Comunió Tradicionalista de Don Xavier de Borbó i Parma, fins a 1971, i que el Partit Carlí va seguir celebrant tots els anys el primer diumenge de maig.
Després de l'Assemblea de juliol de 2007, van ser designats com a Secretària General, Begoña Aguirre, i com Secretari d'Organització, Feliciano Vélez (qui després de les eleccions municipals de 2007, resultà escollit alcalde del municipi navarrès de Puente la Reina a les llistes de l'Agrupació Electoral Puentesina).

## Ideologia
Com el partit en el qual s'integra, té una línia política d'esquerra alternativa, socialista autogestionària, foralista i federalista. Es tracta d'un partit lliurement federat a la resta de partits carlins d'Espanya ("les Espanyes" en la terminologia històrica del carlisme), amb estatuts propis i inscrit en el Registre d'Associacions Polítiques del Ministeri de l'Interior, Tom 4º, Foli 334.
Té com aspiració aconseguir la configuració federal d'Espanya, mitjançant el pacte lliure i voluntari de tots els pobles que la conformaria i l'establiment d'una "societat lliure, democràtica i socialment justa".
Planteja la constitució d'una Federació Basca integrada per les províncies d'Àlaba, Guipúscoa, Biscaia i Navarra.

## Resultats electorals
Fins a 1987 va comptar amb uns deu regidors en els ajuntaments de diverses localitats urbanes de mida mitjana com Tolosa (Guipúscoa) o Sangüesa (Navarra). En les localitats rurals de menor mida sempre ha impulsat o recolzat diverses plataformes veïnals com l'Agrupació Electoral Puentesina, en el cas de Pont la Reina/Gares (Navarra). En aquest tipus de candidatures en 2003 van resultar elegits com a regidors els següents carlins navarresos: Gerardo Montoya (Noáin), Feliciano Vélez y Aurelio Laita (Puente la Reina/Gares), J. Joaquín Urra (Artajona), Federico Salcedo (Andosilla), Cruz Barandalla y Roberto Beruete (Cirauqui), y Carlos García (Tabar).
En les primeres eleccions al Parlament de Navarra, el 1979, amb 12.165 vots (4,79%) va aconseguir un escó que va ser ocupat per Mariano Zufia. En les eleccions de 1983 baixaria fins als 6.733 vots (2,55%), perdent l'escó, que ja no recuperaria.

### Parlament de Navarra
| Any  | Vots        | %           | Escons | +/- |
| ---- | ----------- | ----------- | ------ | --- |
| 1979 | 12.165      | 3,33        | 1 / 70 | Nou |
| 1983 | 6.733       | 2,55        | 0 / 50 | 1   |
| 1987 | Dins IU-EBN | Dins IU-EBN | 0 / 50 | =   |
| 1991 | 1.353       | 0,49        | 0 / 50 | =   |
| 1995 | 843         | 0,28        | 0 / 50 | =   |
| 1999 | 869         | 0,29        | 0 / 50 | =   |
| 2003 | 1.017       | 0,33        | 0 / 50 | =   |
| 2007 | 541         | 0.16        | 0 / 50 | =   |